# Jihlavsko-sázavská brázda
Jihlavsko-sázavská brázda je geomorfologický podcelek Hornosázavské pahorkatiny rozkládající se na území okresu Jihlava. Nachází se v jižní části Hornosázavské pahorkatiny. Zaujímá rozlohu 243 km² v průměrné nadmořské výšce 500,5 m n. m. Tvoří ji ruly a migmatity. Nejnižší místo se nachází v korytě řeky Sázavy v nadmořské výšce 420 metrů. Podloží tvoří moldanubikum (pararula a migmatit), neogén (štěrk) a kvartér (spraš a sprašová hlína). Nejvýraznější ohraničení se nachází na západní straně, je zvýrazněno zlomem. Dno je mírně zvlněné a vyplňuje jej holorovina a pediplén. Neogenní usazeniny jsou pozůstatkem mělkého průtočného jezera. Jádro tvoří sníženina Dobronínská pánev.

## Nejvyšší body
- Kázek (567 m, Beranovský práh)
- Duškův kopec (539 m, Dobronínská pánev)

## Okrsky
- Pohledská pahorkatina
- Dobronínská pánev
- Beranovský práh
- Jeclovská sníženina
- Jihlavská kotlina
- Štocký stupeň